# 448
| [ Edytuj tabelę ] |                           |
| Cesarz Bizancjum  | - 408 Teodozjusz II 450   |
| Król Franków      | - 447 Meroweusz 457       |
| Władca Guptów     | - 414 Kumaragupta 455     |
| Chan Hunów        | - 434 Attyla 453          |
| Władca Korei      | - 413 Changsu 491         |
| Król Munsteru     | - 431 Nad Froích 453      |
| Papież            | - 440 Leon I 461          |
| Król Persji       | - 439 Jezdegerd II 457    |
| Cesarz Rzymu      | - 425 Walentynian III 455 |
| Król Wandalów     | - 428 Genzeryk 477        |
| Król Wizygotów    | - 419 Teodoryk I 451      |

Rok 448 / CDXLVIII
stulecia: IV wiek ~
V wiek ~
VI wiek

lata: 438 «
443 «
444 «
445 «
446 «
447 «
448
» 449
» 450
» 451
» 452
» 453
» 458

## Wydarzenia
- Eutyches został ekskomunikowany przez synod w Konstantynopolu za głoszenie monofizytyzmu.

## Zmarli
- 8 kwietnia – Amancjusz, biskup.
- 31 lipca – German z Auxerre, biskup.